# Gespräche im Elysium
Die Gespräche im Elysium (Titel des Erstdrucks: Dialogen) von Christoph Martin Wieland beinhalten eine Reihe philosophischer Dialoge, die zwischen 1780 und 1782 in Wielands Zeitschrift, dem Teutschen Merkur, veröffentlicht wurden. Sie stehen in der Tradition von Lucians Totengesprächen.

## Inhalt
Der Handlungsort aller drei Dialoge ist das Elysium, das die Insel der Seligen in der antiken Vorstellung des Totenreichs ist. Die Rahmenhandlung der Dialoge ist ähnlich: Eine berühmte Person aus der antiken griechischen Geschichte kommt im Elysium an und führt Gespräche mit Seelen, die schon seit längerer Zeit dort sind. Ziel der Gespräche ist es, die Neuankommenden über die neuen Zustände aufzuklären und sie zu philosophischen Einsichten zu bewegen.

### Dialog I
Der erste Dialog beginnt mit der Ankunft Diokles, der den Ort aus den Beschreibungen Pindars und Aischines’ sofort als Elysium erkennt. Er trifft auf Lucian, der ihn über den neuen Zustand aufklärt: Er befinde sich tatsächlich im Elysium, seine Sinne seien jedoch noch nicht ganz vom irdischen Leben gereinigt, was auch der Grund für sein unwohles Gefühl und seine unklare Sicht sei. Diokles bemerkt, dass sich „Lappen eines zerrissnen wollichten Nebels“ von ihm ablösen. Hier übernimmt Wieland das Motiv der „Abschälung“ aus Lucians zehntem Totengespräch. Lucian beruhigt Diokles. Er habe nichts zu befürchten, denn es seien nur „Täuschungen des Eigendünkels“, die sich jetzt von ihm abschälen. Derartige Täuschungen sind dem Leben eigen, denn im Elysium gibt es nur die Wahrheit und keinerlei Schein.
Anschließend unterhalten sich die beiden über übliche Täuschungen, die im Leben aufrechterhalten werden, wie zum Beispiel der Wille, kein gewöhnlicher Mensch zu sein, oder Diokles' Ansicht, er verachte Könige, aber wolle zum Wohl der Menschheit selbst einer sein. Diokles kommt zu der Erkenntnis, dass er als Dichter meinte, die Wahrheit zu lieben, aber sich selbst und alle anderen dabei belog.
Zum Ende des Dialogs fordert Lucian Diokles auf, ein Bad in einer Grotte zu nehmen, damit er sich weiter reinigen und im Elysium einfinden kann.

### Dialog II
Der zweite Dialog ist eine Fortsetzung des ersten und setzt nach Diokles' Bad ein. Kurz wird das Thema der Täuschungen aus dem vorherigen Dialog wieder aufgegriffen, dann folgt ein Diskurs über die Liebe unter der Fragestellung, ob und wie im Elysium geliebt werden kann. Lucian erzählt von Panthea, einer Kaiserin, die er zu Lebzeiten zu lieben meinte. Er führt aus, warum sie für ihn das Ideal der Schönheit war.
Panthea, die wie Lucian schon länger Bewohnerin des Elysiums ist, kommt zum Gespräch hinzu. Erst meint Diokles, dass die beiden ihre Täuschungen noch nicht abgelegt haben und sich immer noch gegenseitig schmeicheln. Doch als sie sich darüber unterhalten, wie eigennützig sie im Leben handelten, obwohl sie sich dort wirklich liebten, erkennt er, dass die beiden doch offen miteinander umgehen. Dann verschwindet Panthea wieder, um „einen kleinen Flug nach der Oberwelt [zu] thun.“ Zuvor kannte Diokles Panthea nur aus Lucians Dichtung, wo sie mit Kunstwerken verglichen wurde, doch jetzt, wo er sie selbst gesehen hat, findet er sie gerade durch ihre ‚Imperfektionen‘, die sie von den ideellen Kunstwerken unterscheiden, umso schöner.
Der Liebesdiskurs findet hier seinen Abschluss. Im Elysium kann die Liebe, anders als im Leben, vollkommen ohne Täuschung sein. Begierde, die die Wirkung der Schönheit im Leben hindert, existiert im Elysium nicht. An die Stelle dieser Schwärmerei tritt jetzt eine Art gemäßigter Begeisterung, die allerdings nicht hindernd, sondern bestärkend wirkt. Die einzige Art der Liebe im Elysium ist die Platonische.
Der Dialog schließt mit einem Diskurs darüber, ob Dichter die Wahrheit sprechen.

### Dialog III
Der dritte und damit letzte Dialog beginnt „in einem Hain, der mit Spaziergängen und Lauben durchschnitten ist.“ Diesmal ist es Phaon, der im Elysium ankommt, und dort auf Nireus trifft. Er hängt noch stark an den Täuschungen der Oberwelt fest. So stellt er sich seinem Gegenüber mit den Worten vor: „Ich glaubte nichts zu seyn als was ich war. Ich wurde einhellig für den schönsten Jungling [sic!] meiner Zeit gehalten.“ Als Nireus seine Identität schließlich entdeckt – er ist nach Achilles der zweitschönste Mann im danaischen Heer des Trojanischen Krieges – misst Phaon seine Schönheit sofort an Nireus.
Von dieser Oberflächlichkeit ist Nireus angeekelt. Weil er früher genauso unter dem Wechsel der Umstände zwischen Oberwelt und Unterwelt gelitten hatte und sich erst bessern musste, versteht er Phaons Lage. Er rät ihm, sich zu heilen, indem er lernt den Äsopus, der häufig als äußerlich hässlich beschrieben wird, zu lieben und dessen Gegenliebe zu erlangen. Über diesen Vorschlag ist Phaon empört und weigert sich aus Angst, Äsopus' Hässlichkeit könne auf ihn überspringen, ihn umzusetzen. Nireus reagiert gelassen und geht.
Das Gespräch hat Phaon nicht geholfen. Er hängt weiter an seiner oberflächlichen Einstellung, merkt aber, dass es ihm dadurch schlechter geht.
Als er tiefer in den Hain läuft, begegnet ihm Sappho, die sich laut Mythologie aus Liebeskummer zu ihm umgebracht hatte. Weil Phaon hofft, wenigstens sie könnte ihn jetzt noch lieben, bittet er sie um Entschuldigung für seine Handlungen in der Oberwelt. Sie misst den Geschehnissen dort jedoch keinen so hohen Stellenwert mehr bei und nennt ihren Selbstmord einen „kindischen Zustand“. Im Laufe ihres Gespräches bemerkt sie, dass Phaon sich nicht verändert und seine Täuschungen nicht abgelegt hat, worüber ihr, wie zuvor Nireus, schlecht wird.
Sie befindet sich in einem Zustand der Buße für ihren Liebestod. Ihre Strafe besteht darin, dass sie von sieben schönen, aber geistlosen Männern verfolgt wird, die ihr immerzu schmeicheln und sie mit „eintönige[m] Elstergeschwätz“ belästigen. Sie „darf [sich] weder die Augen verbinden, noch die Ohren verstopfen, noch davon laufen“. Ihre einzige Freude ist, dass Nestor, Simonidas und Solon sie einmal pro Woche besuchen. Da sie nun das Innere der Menschen liebt und nicht ihr Aussehen, stört es sie nicht, dass diese Männer Greise sind. Phaon ist bestürzt davon, dass sie die seiner Ansicht nach hässlichen Männer lieben kann, und wird wütend.
Sappho will gehen, weil sie es „nicht länger bey dem widerlichen Menschen aushalten“ kann. Daraufhin erscheint Anakreon, um Sappho auf die Versammlung der Elysiumsbewohner mitzunehmen, da ihre Buße vorbei ist. Sie soll jetzt aus dem Lethe trinken. Singend geht sie mit Anakreon ab.
Anders als Diokles hat sich Phaon zum Ende des Dialogs durch keines der Gespräche gebessert. Er bleibt bei seiner egoistischen Haltung, was sich in seinen letzten Worten zeigt: „Und was aus mir werden soll, darum bekümmert sich niemand – Ein feines Elysium!“

## Form
Die Form der Texte ist der Dialog, der selten (v. a. im dritten Dialog) auch Nebentext enthält. Nebentexte dienen in der Regel dazu, Handlungen und Emotionen der Personen parallel zum Sprechakt zu beschreiben. So etwa: „F a o n lebhaft, indem er sie bey der Hand nehmen will. Wirklich nicht?“ Oder in Bezug auf Saffo: „Sie bricht einen Zweig von einem blühenden Citronenbaum ab, und hält ihn vor den Mund.“ Die Wichtigkeit der dialogischen Form für Wielands Werke wurde in der literaturwissenschaftlichen Forschung oft hervorgehoben.
Das Werk arbeitet intertextuell mit Anspielungen oder direkten Zitaten aus antiker Dichtung und Mythologie. Quellengaben und Erläuterungen werden dabei, wie es für Wieland typisch ist, von ihm selbst innerhalb von Fußnoten eingefügt. Beispielsweise ist Diokles' Beschreibung des Elysiums an Werke der antiken Literatur angelehnt, was in einer Fußnote mit „1) P i n d a r. Olymp. 2.  Ä s c h i n. Dial. III. 20.“ angegeben wird.

## Stellung in der Literaturgeschichte

### Entstehung
Die Entstehung der Gespräche im Elysium steht in Bezug zu Wielands Lukian-Rezeption im Rahmen seiner Übersetzung der Werke Lukians. Seine Übersetzung von Lukians Eikones erschien im selben Heft des Teutschen Merkur wie die ersten beiden Dialoge. Zwei Jahre später erschien der dritte Dialog.
In einer Fußnote zum ersten Dialog erklärt Wieland seine Intention, mehrere Totengespräche zu verfassen. Der erste Dialog solle „als eine Art von Prolog oder Einleitung zu einigen andern, die nach und nach folgen sollen, angesehen werden.“ Aus dieser Reihe von Totengesprächen erschienen nur die drei. Ähnlich sind jedoch die Göttergespräche, welche zwischen 1789 und 1794 entstanden und ebenfalls griechische Mythologie und insbesondere Lukian in Form von Dialogen rezipieren.

### Lukianrezeption
Während Lukians Bekanntheit im 18. Jahrhundert anstieg, gipfelte die Lukianrezeption in Wieland, der „eine Parallele zwischen dem 18. Jahrhundert und der Zeit Lukians [erkannte]“, da die Schriften ihm zufolge klüger machten, also aufklärerische Wirkung hatten. In Lukian sieht Wieland den Vorgänger der großen Satiriker. Durch Nachahmung antiker Literatur setzte Wieland es sich zum Ziel, deutsche Imitate beziehungsweise Originale zu schaffen.
Obwohl die Gespräche im Elysium viele Gemeinsamkeiten mit lukianischen Werken aufweisen, wie die Methode die Figuren einzuführen, die Zitate aus klassischen Texten und den geistreichen Charakter der Dialoge, sind sie keine reine Imitation. Wieland entwickelt seine Dialoge auf Basis der älteren weiter, wobei der größte Unterschied wohl der Mangel an grotesken Themen in Wielands Dialogen ist. Des Weiteren konzentrieren sich Wielands Dialoge „auf den Typus des Dichters“, während Lukians Totengespräche eine breitere Variation an Typen aufweisen.

## Rezeption
Laut dem Germanisten John Rutledge wurden Wielands Totengespräche, obwohl sie zu den komplexesten und profundensten der deutschen Sprache gehören, von der Wissenschaft noch nicht angemessen behandelt.
Interpretationsansätze liefert vor allem die Literaturwissenschaftlerin Alexandra Kleihues. Laut ihr vermischen die Gespräche im Elysium philosophische und sozialpolitische Diskurse: „Metaphysik, Künstlerapotheose und Esoterik laufen in diesem Elysium ineinander.“ Die Dialoge bilden eine Auseinandersetzung mit dem Problem der Unterscheidung von „‚gute[m]‘ philosophischen Enthusiasmus und ‚schlechte[r]‘, mit Fanatismus assoziierter Schwärmerei“, was durch eine fast wörtliche Anspielung auf Shaftesbury im Text explizit wird. Dem religionsartigen Fanatismus setzt Wieland die platonische Philosophie entgegen.

### Erstausgaben
1. Fassung:
- Teutscher Merkur, 4. Vierteljahr, 1780, Dialogen (I.). Universität Bielefeld, abgerufen am 22. Juni 2023.
- Teutscher Merkur, 4. Vierteljahr, 1780, Dialogen (II.). Universität Bielefeld, abgerufen am 22. Juni 2023.
- Teutscher Merkur, 1. Vierteljahr, 1782, III. Phaon. Universität Bielefeld, abgerufen am 22. Juni 2023.

Fassung letzter Hand:
- C. M. Wielands Sämmtliche Werke. Fünf und Zwanzigster Band … Leipzig bey Georg Joachim Göschen. 1796. S. 277–328. – Reprint: Christoph Martin Wieland: Gespräche im Elysium. In: Hamburger Stiftung zur Förderung von Wissenschaft und Kultur (Hrsg.): C. M. Wieland. Sämmtliche Werke. Hamburger Reprintausgabe. 1. Auflage. Band VIII. Hamburg 1984, ISBN 3-921568-10-2.

### Weiterführende Literatur
- Alexandra Kleihues: Rückkehr aus dem Elysium. Wielands Umgang mit der Tradition des literarischen Dialogs. In: Walter Erhart, Lothar van Laak (Hrsg.): Wissen. Erzählen. Tradition. Wielands Spätwerk. De Gruyter, Berlin / New York 2010.